# Metamorphosis (minialbum Ulver)
Metamorphosis – minialbum norweskiego zespołu muzycznego Ulver wydany 27 września 1999 roku przez niezależną wytwórnię płytową Jester Records.

## Charakterystyka minialbumu
Jest to początek eksperymentów zespołu z szeroko pojętą muzyką elektroniczną (drum’n’bass oraz tradycyjnym ambientem w szczególności) i niejako preludium do następnej płyty długogrającej Perdition City, a nawet do wydanych w latach 2001–2002 minialbumów z serii Silence. Zespół zrezygnował całkowicie z tradycyjnego metalowego instrumentarium, muzykę oparto na syntezatorach i samplach, nie pozostało nic charakterystycznego dla wcześniejszego przez nich uprawianego black metalu czy też awangardowego metalu.
W utworze Gnosis został wykorzystany utwór XIX-wiecznego francuskiego poety-symbolisty Arthura Rimbaud’a pt. Une Saison en Enfer (w języku angielskim Bad Blood). Do utworu Limbo Central powstał teledysk stworzony przez Johana Sæthera przy współpracy z liderem zespołu Garmem.
Minialbum został nagrany w studiu nagraniowym Beep Jam Studios, zmiksowany w Endless Sound Production natomiast masteringu dokonano w Strype Laboratories.

## Lista utworów
1. „Of Wolves & Vibrancy” – 4:45
2. „Gnosis” – 7:59
3. „Limbo Central (Theme from Perdition City)” – 3:36
4. „Of Wolves & Withdrawal” – 8:54

## Twórcy
- Kristoffer Rygg – śpiew, instrumenty klawiszowe
- Tore Ylwizaker – instrumenty klawiszowe, miks
- Ingar Hunskaar – mastering

## Wideografia
- „Limbo Central (Theme from Perdition City)” – Johan Sæther, Sølve Sæther, Kristoffer Rygg, Wulff, 1999